# Kommunfullmäktige (Finland)
Fullmäktige är den högsta beslutande församlingen i finska kommuner, vald i direkta val av de i kommunen folkbokförda invånarna. Fullmäktiges arbetsformer regleras i kommunallagen.
Eftersom fullmäktigen förekommer också i andra sammanhang talar man ofta om kommunfullmäktige eller kommunalfullmäktige, som var den officiella termen före 1993, eller, ifråga om städer, om stadsfullmäktige. De finska termerna är valtuusto respektive kunnanvaltuusto, kunnallisvaltuusto och kaupunginvaltuusto.

## Rösträtt och valbarhet
Finska medborgare, nordiska medborgare och medborgare i andra EU-länder som fyller 18 år senast på valdagen har rösträtt i sin hemkommun i Finland, enligt situationen 51 dagar före valet. Andra utlänningar skall dessutom då ha haft hemkommun i Finland i minst två år. Motsvarande gäller rådgivande kommunala folkomröstningar.
En röstberättigad är valbar till fullmäktige och kommunala förtroendeuppdrag om han eller hon har kommunen som hemkommun, har rösträtt i någon kommun enligt ovan och inte står under förmyndarskap.
Till fullmäktige är dock inte den valbar som är en statstjänsteman som sköter tillsynsuppgifter som direkt berör kommunalförvaltningen, som är anställd hos kommunen i en ledande position eller är anställd i motsvarande position i till exempel en samkommun där kommunen är medlem.
Motsvarande begränsningar gäller valbarhet till andra organ.

## Fullmäktiges sammansättning och arbete
Fullmäktige består av ett udda antal ledamöter, vars antal varierar med kommunens storlek (13–85). 
| Invånare                        | Minsta antal ledamöter |
| ------------------------------- | ---------------------- |
| upp till 5 000                  | 13                     |
| 5 001–20 000                    | 27                     |
| 20 001–50 000                   | 43                     |
| 50 001–100 000                  | 51                     |
| 100 001–250 000                 | 59                     |
| 250 001–500 000 (bara Esbo)     | 67                     |
| över 500 000 (bara Helsingfors) | 79                     |

Ersättarna per valförbund, parti som inte ingått valförbund eller gemensam lista är lika många som de ordinarie ledamöterna, dock minst två. Valet behandlas i artikeln Val i Finland.
Fullmäktige väljer inom sig en ordförande och ett behövligt antal vice ordföranden. Ordförande för ett sammanträde har rätt att uppmana en fullmäktigeledamot att hålla sig till saken, att inte i onödan dra ut på sitt tal eller att inte störa sammanträdet och vid behov låta ledamoten avlägsnas. Vid oordning kan ordförande avbryta eller avsluta sammanträdet. Fullmäktiges arbete regleras genom en arbetsordning, där också stadganden om anförandens längd kan ingå.
Fullmäktigeledamöterna kan bilda fullmäktigegrupper, ofta enligt parti, vilka är väsentliga för de praktiska förhandlingarna inför viktiga beslut.
Den vanligaste dagen för fullmäktigesammanträden är måndagar eftersom det är vanligt att riksdagsledamöter också sitter i sin kommuns fullmäktige. I riksdagen är måndagen ledig. Kommunfullmäktiges möten är offentliga.
Fullmäktige är från början en gammal pluralform av ordet fullmäktig (person med fullmakt). Numera används för personerna titeln fullmäktigeledamot.

## Fullmäktiges uppgifter
Fullmäktige ansvarar för kommunens verksamhet och ekonomi. Fullmäktige skall fatta beslut om hur förvaltningen skall organiseras, med vissa undantag utse ledamöter i kommunens organ.
Fullmäktige skall fatta beslut om de centrala målen och grunderna för ekonomin, om principer för koncernstyrning, om mål för kommunala affärsverk, om grunderna för olika avgifter, borgensförbindelser och säkerheter för annans skuld, om grunderna för förtroendevaldas ekonomiska förmåner samt utse revisorer, godkänna budget och bokslut och bevilja ansvarsfrihet.
Vilka frågor som kan delegeras till kommunala organ, förtroendevalda och tjänsteinnehavare är klart definierat. De uppgifter som enligt lag tillkommer fullmäktige kan inte delegeras. Beslutanderätt i ett ärende som inbegriper utövning av administrativt tvång kan delegeras endast till ett organ.
De organ fullmäktige utser är normalt kommunstyrelse, revisionsnämnd, olika andra nämnder (skolnämnd, hälsovårdsnämnd, socialnämnd, stadsplanenämnd o.s.v.) och direktioner (till exempel för affärsverk). En del av direktionsmedlemmarna kan enligt fullmäktiges beslut väljas på annat sätt än av fullmäktige. Regionala organ kan tillsättas för att sköta ärenden i en kommundel och ledamöter i ett sådant kan väljas på förslag av områdets invånare. I tvåspråkiga kommuner kan i ett organ en sektion för vardera språkgruppen tillsättas.
Om minst 2 % av kommunens röstberättigade tar initiativ en fråga som hör till fullmäktiges befogenhet, skall frågan tas till behandling inom sex månader från att den väckts.